# Килчешть
Килчешть, Килчешті (рум. Câlcești) — село у повіті Горж в Румунії. Входить до складу комуни Годінешть.
Село розташоване на відстані 254 км на захід від Бухареста, 25 км на захід від Тиргу-Жіу, 98 км на північний захід від Крайови.

## Населення
За даними перепису населення 2002 року у селі проживали 272 особи, усі — румуни. Усі жителі села рідною мовою назвали румунську.